# あひる大旋風
『あひる大旋風』（The Million Dollar Duck、$1,000,000 Duck）は1971年のアメリカ合衆国の映画。イソップ寓話のひとつ「ガチョウと黄金の卵」を基にしたコメディ作品。ウォルト・ディズニー・プロダクション製作。出演はディーン・ジョーンズなど。

## キャスト
| 役名             | 俳優                           | 日本語吹替 |
| ---------------- | ------------------------------ | ---------- |
| アルバート       | ディーン・ジョーンズ           | 内田直哉   |
| ケイティ         | サンディ・ダンカン             | 日野由利加 |
| ジミー           | リー・ハーコート・モンゴメリー | 津村まこと |
| フィンリー       | ジョー・フリン                 | 後藤哲夫   |
| フレッド         | トニー・ロバーツ               | 檀臣幸     |
| ラトリッジ       | ジェームズ・グレゴリー         | 糸博       |
| ゴットリーブ博士 | ジャック・クルーシェン         | 福田信昭   |
| カーター         | ジョナサン・デイリー           | 稲葉実     |
| モーガン         | エドワード・アンドリュース     | 藤本譲     |

その他日本語吹替︰野沢由香里、北川勝博、小山武宏、平野稔、稲葉実
日本語版制作スタッフ
演出：向山宏志、翻訳：荒木小織、録音制作：HALF H･P STUDIO、日本語版制作：DISNEY CHARACTER
VOICES INTERNATIONAL, INC.

## スタッフ
- 監督：ヴィンセント・マケヴィティ
- 製作：ビル・アンダーソン
- 脚本：ロスウェル・ロジャース
- 撮影：ウィリアム・スナイダー
- 音楽：バディ・ベイカー